# Cabo Príncipe de Gales

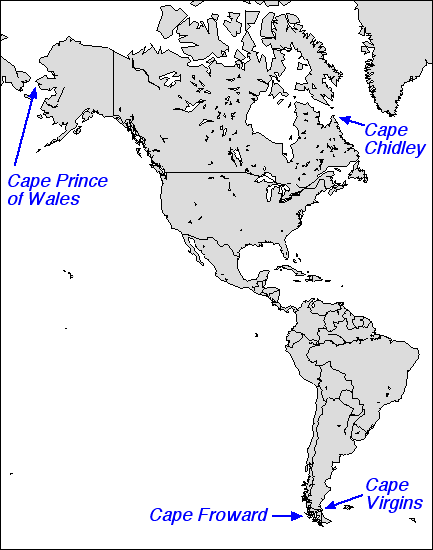
Los cabos más extremos de América.

El cabo Príncipe de Gales (del inglés: Cape Prince of Wales) es el punto continental más occidental de América y, por ende, también del estado de Alaska y de los Estados Unidos.
Situado en el extremo occidental de la península de Seward, cerca de la ciudad de Gales, el cabo Príncipe de Gales es el término de la divisoria continental, que marca la división entre las costas del Pacífico y Ártico, así como también es el límite entre el mar de Bering y el mar de Chukchi y el límite oriental del estrecho de Bering.

## Historia
Vitus Bering habría navegado frente al cabo en 1728, nombrándolo como Mys Gvozdeva (cabo Gvozdev), probablemente en honor de Michael Gvozdev, un explorador ruso que habría hecho exploraciones en la región.
El cabo fue nombrado con su nombre actual el 9 de mayo de 1778 por el capitán británico James Cook. Los nativos lo conocían como por «M(ys) Nykhta» (cabo Nykhta).